# Galium poiretianum
Galium poiretianum là một loài thực vật có hoa trong họ Thiến thảo. Loài này được Ball mô tả khoa học đầu tiên năm 1878.